# Christian Haller
Christian Haller (Davos, 28 ottobre 1989) è un ex snowboarder svizzero.

## Biografia
Nella specialità dell'halfpipe, ha partecipato ai campionati del mondo di snowboard 2013, classificandosi quarto, e ha rappresentato la Svizzera ai XXII Giochi olimpici invernali, dove si è classificato undicesimo.

## Palmarès

### Winter X Games
- 1 medaglia:
  - 1 bronzo (halfpipe a Tignes 2011)

### Coppa del Mondo
- Miglior piazzamento nella Coppa del Mondo generale di freestyle: 17º nel 2014
- Miglior piazzamento nella Coppa del Mondo di halfpipe: 11º nel 2012 e nel 2014
- Miglior piazzamento nella Coppa del Mondo di big air: 29º nel 2009
- 2 podi:
  - 2 terzi posti